# بالا (ترانه کاردی بی)
بالا (انگلیسی: Up) ترانه‌ای از رپ‌خوان آمریکایی کاردی بی است که بعنوان دومین تک‌آهنگ از آلبوم تازه‌وارد وی در ۵ فوریه ۲۰۲۱ از طریق آتلانتیک رکوردز منتشر شد.

## نماهنگ
در ۵ فوریه ۲۰۲۱، نماهنگ ترانه در یوتیوب منتشر شد.